# Mesochorus rufoniger
Mesochorus rufoniger là một loài tò vò trong họ Ichneumonidae.